# Brandattentatet mod Rikke Hvilshøj
Brandattentatet mod Rikke Hvilshøj var en ildspåsættelse den 8. juni 2005 af daværende integrationsminister Rikke Hvilshøjs bil, der var parkeret i carporten ved ministerens bopæl i Mosede ved Greve syd for København. Ildspåsættelsen omtales som et brandattentat, da ildspåsættelsen formodedes at have politiske motiver. Branden medførte, at Hvilshøjs carport nedbrændte, og at der anrettedes store skader på familiens hus.
Efterfølgende hævdede "Aktionsgruppen Grænseløse Beate" i en e-mail, at den var ansvarlig for attentatet. Gruppen er ikke kendt. Der blev foretaget anholdelse og varetægtsfængsling af af en person mistænk for attentatet, men pågældende blev senere løsladt. Attentatet er pr. 2021 uopklaret. 

## E-mail: "Vi vil ikke undskylde – Vi vil handle"
"Aktionsgruppen Grænseløse Beate" var ikke tidligere kendt. Gruppens sammensætning og program er ligeledes ukendt, udover hvad der kan sluttes fra indholdet af e-mailen. Navnet Grænseløse Beate menes at referere til enten den tysk/fransk nazijæger Beate Klarsfeld eller til Beate Winkler, lederen af EU's Center for Observation af Racisme og Fremmedhad.
Ordlyden af e-mailen, der blev sendt til en række danske medier, var følgende:
| „ | Vi vil ikke undskylde - Vi vil handle I protest mod Danmarks flygtningepolitik har vi sat ild til integrations- og flygtningeminister Rikke Hvilshøjs bil ved hendes hjem [udeladt], Greve. I et skamløst hykleri har Fogh undskyldt den danske stats udlevering af jøder på flugt fra Nazi-Tyskland. Denne opportunistiske undskyldning er faldet på et tidspunkt hvor 1940 flygtninge afventer udsendelse fra Danmark. Vi vil ikke passivt se til mens det officielle Danmark udøver sin racistiske flygtningepolitik. Derfor handler vi nu! | “ |

### En profil af afsenderen
Ifølge Klaus Kjøller, sprogforsker på Københavns Universitet, er ophavsmanden til e-mailen højtuddannet. Enten akademiker eller en som er juridisk eller administrativt uddannet. "Den er kort og velformuleret, men også mere embedsmandsagtig og kringlet end den burde være," siger han. Endvidere peger Kjøller på, at e-mailens ophavsmand har brugt verbalsubstantiver (udsagnsord som er lavet om til navneord): Der skrives "udlevering" (at udlevere) af jøder og "udsendelse" (at udsende). Sentensen "Denne opportunistiske undskyldning er faldet" peger også på, at ophavsmanden til e-mailen skulle være veluddannet.[kilde mangler]

## Efterforskning mv.
Politiet fandt at mailen var skrevet på Powerplay på Lyngbyvej og afsendt fra en computer i netcafé Surf & Play på Rantzausgade på Nørrebro. Efterfølgende efterlyste politiet mindst 20 forskellige personer.
Surf & Play var lukket i tre timer mens politiet tog fingeraftryk og beslaglagde en computer.
Internetcaféen havde ingen videoovervågning.
En 34-årig mand var varetægsfængslet i sagen men erklærede sig uskyldig.
Han havde et solidt alibi og blev løsladt efter 6 dages varetægsfængsling.

## Strafferammen
Strafferammen for ildspåsættelse fremgår af Straffelovens §180:
Sætter nogen ild til egen eller fremmed ejendom under sådanne omstændigheder, at han indser, at andres liv derved udsættes for overhængende fare, eller det sker med forsæt til at volde omfattende ødelæggelse af fremmed ejendom eller til at befordre oprør, plyndring eller anden sådan forstyrrelse af samfundsordenen, straffes han med fængsel indtil på livstid.
Endvidere siger §181:
Forvolder nogen ellers ildebrand på fremmed ejendom, straffes han med fængsel indtil 6 år.
Samme paragraf, stk. 3:
Straffen kan stige til fængsel i 10 år, hvis der foreligger særligt skærpende omstændigheder.

## Tidslinje
Kl. 03:00: Rikke Hvilshøj vågner ved en eksplosion og opdager, at hendes bil brænder.

Kl. 03:04: Politiet er alarmeret og ankommer til hendes bopæl.

Kl. 05:03: Brandvæsenet har fået branden slukket.

Kl. 06:30: Aktionsgruppen Grænseløse Beate sender e-mail og påtager sig ansvaret for angrebet.

Kl. 12:00: Politiet ransager en netcafé på Nørrebro.

### Efterfølgende
11-06-05: Politiet fængsler en 34 årig mand i sagen.

18-06-05: Selvsamme mand bliver løsladt, men er stadig mistænkt.

30-11-05: Statsadvokaten for Sjælland meddeler endelig at sigtelsen var "grundløs".

08-02-06: Ejeren af internetcafeen, der havde vidnet om den 34-årige, bliver sigtet for falsk anmeldelse. Eventuel sigtelse mod det andet vidne droppes.
Den sigtedes advokat udtaler, at den 34-årige vil forlange erstatning.